# Прапор Прованс — Альпи — Лазурний Берег
Прапор Прованс — Альпи — Лазурний Берег — прапор регіону на південному сході Франції, що межує з Італією та Монако.